# Kaufman megye
Kaufman megye az Amerikai Egyesült Államokban, azon belül Texas államban található. Megyeszékhelye Kaufman, legnagyobb városa Terrell. Lakosainak száma 145 310 fő (2020. április 1.).

## Szomszédos megyék
- Van Zandt megye (kelet)
- Hunt megye (észak)
- Rockwall megye (északnyugat)
- Dallas megye (nyugat)
- Henderson megye (dél)
- Ellis megye (délnyugat)

## Népesség
A megye népességének változása:
| Lakosok száma | 103 866 | 105 272 | 106 686 | 108 568 | 114 690 | 145 310 |
|               | 2010    | 2011    | 2012    | 2013    | 2015    | 2020    |